# Taillet
Pour l’article ayant un titre homophone, voir Taille-haie.
Taillet  est une commune française située dans le sud-est du département des Pyrénées-Orientales, en région Occitanie. Sur le plan historique et culturel, la commune est dans le Vallespir, ancienne vicomté (englobée au Moyen Âge dans la vicomté de Castelnou), rattachée à la France par le traité des Pyrénées (1659) et correspondant approximativement à la vallée du Tech, de sa source jusqu'à Céret.
Exposée à un climat océanique altéré, elle est drainée par l'Ample, la Palmère et par un autre cours d'eau. La commune possède un patrimoine naturel remarquable composé d'une zone naturelle d'intérêt écologique, faunistique et floristique.
Taillet est une commune rurale qui compte 106 habitants en 2022, après avoir connu un pic de population de 355 habitants en 1841. Elle fait partie de l'aire d'attraction de Céret. Ses habitants sont appelés les Tailletais ou  Tailletaises.

## Géographie

### Localisation
La commune de Taillet se trouve dans le département des Pyrénées-Orientales, en région Occitanie.
Elle se situe à 26 km à vol d'oiseau de Perpignan, préfecture du département, à 8 km de Céret, sous-préfecture, et à 6 km d'Amélie-les-Bains-Palalda, bureau centralisateur du canton du Canigou dont dépend la commune depuis 2015 pour les élections départementales.
La commune fait en outre partie du bassin de vie de Céret.
Les communes les plus proches sont : 
Oms (2,7 km), Calmeilles (2,8 km), Taulis (3,3 km), Saint-Marsal (4,4 km), Montbolo (4,9 km), Prunet-et-Belpuig (5,5 km), Amélie-les-Bains-Palalda (5,8 km), Caixas (6,2 km).
Sur le plan historique et culturel, Taillet fait partie du Vallespir, ancienne vicomté (englobée au Moyen Âge dans la vicomté de Castelnou), rattachée à la France par le traité des Pyrénées (1659) et correspondant approximativement à la vallée du Tech, de sa source jusqu'à Céret.

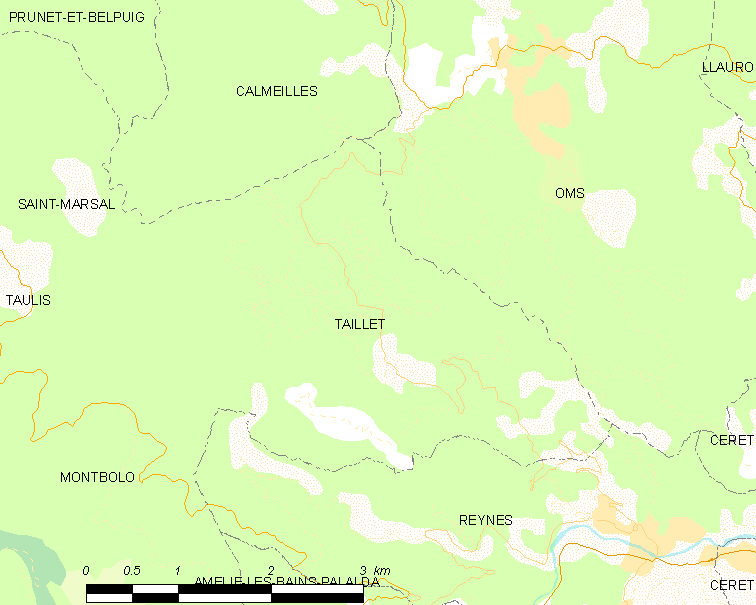
Situation de la commune.

|              | Calmeilles |     |
| Saint-Marsal | Taillet    | Oms |
| Montbolo     | Reynès     |     |

### Géologie et relief

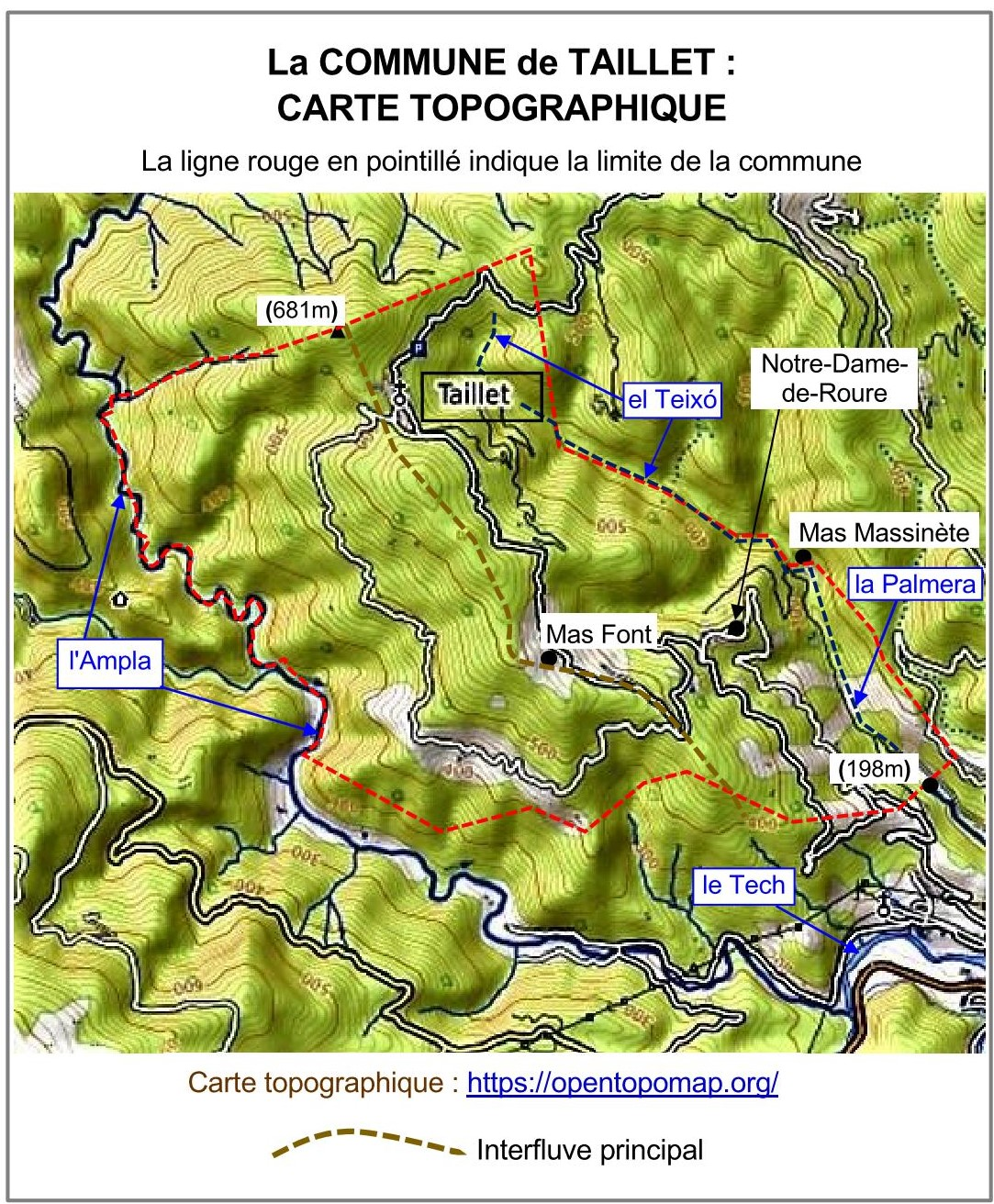

La commune de Taillet se situe dans la partie sud-est de l'unité hercynienne des Aspres, une unité géologique bien définie qui se compose des roches dures et anciennes.
La commune repose sur des formations métamorphisées datant d'environ 550 à 500 millions d'années (les périodes géologiques de l'Édiacarien et du Cambrien),. Dans cette commune, on trouve certaines des plus anciennes formations de l'unité des Aspres.
Ces couches anciennes ont été déposées sous forme de sédiments dans des environnements marins. Puis, à partir d'il y a environ 350 millions d'années, toutes ces formations ont été comprimées entre deux continents convergents, au cours de l'orogenèse hercynienne (ou varsique). Pendant cette période de formation d'une chaîne de montagnes, les couches ont été durcies et fortement déformées par des plissements et des failles. Elles ont également été soumises au métamorphisme, donnant un aspect schisteux à plusieurs de ces formations.

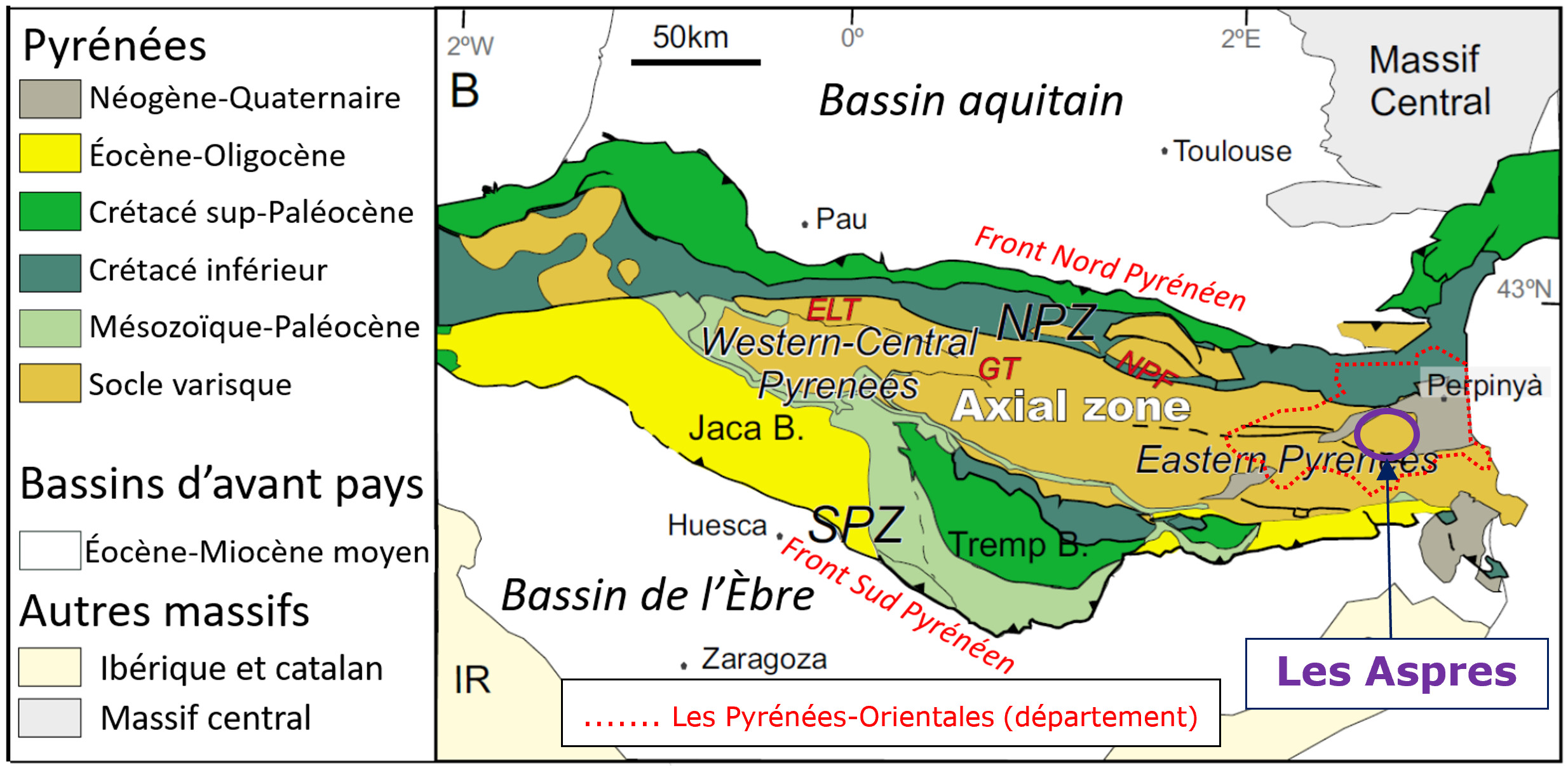
Localisation des Aspres sur une carte géologique simplifiée des Pyrénées.

Environ 200 millions d'années plus tard, à partir d'environ 65 millions d'années (Éocène), le bloc hercynien des Aspres s'est retrouvé dans la partie centrale d'une autre zone de construction de montagnes. C'était à l'époque où la plaque tectonique ibérique convergeait avec la plaque eurasienne au nord, provoquant ainsi l'émergence de la chaîne de montagnes pyrénéenne.
Les Pyrénées s'étendaient initialement plus à l'est, dans ce qui est aujourd'hui la Provence. Mais, à partir d'environ 30 millions d'années (à l'Oligocène), un processus d'expansion et de subsidence a commencé à l'est des Aspres. Cela a entraîné la formation du bassin du Roussillon et du golfe du Lion. Les Aspres, et en particulier la zone occupée aujourd'hui par la commune de Taillet, se trouvent ainsi à l'extrémité orientale de la "zone axiale" des Pyrénées.
Aujourd'hui, les formations qui sous-tendent la commune sont principalement constituées de pélites (roches sédimentaires à grain fin métamorphosées), tels que les schistes.
On remarque également par endroits des quartzites et des microconglomérats, par exemple dans les environs du village de Taillet.
On a trouvé des "indices minéralisés", à cuivre, dans le ravin du Teixó entre Taillet village et Mas Massinète. Ces indices jalonnent de petits affleurements de calcaires cambriens.
À l'intérieur des limites de la commune, il y a quelques alluvions dans le fond de la vallée de l'Ample (jusqu'à 100 mètres de large), et aussi un peu d'alluvions dans la partie inférieure de la vallée de la Palmera.
La commune est classée en zone de sismicité 3, correspondant à une sismicité modérée,.

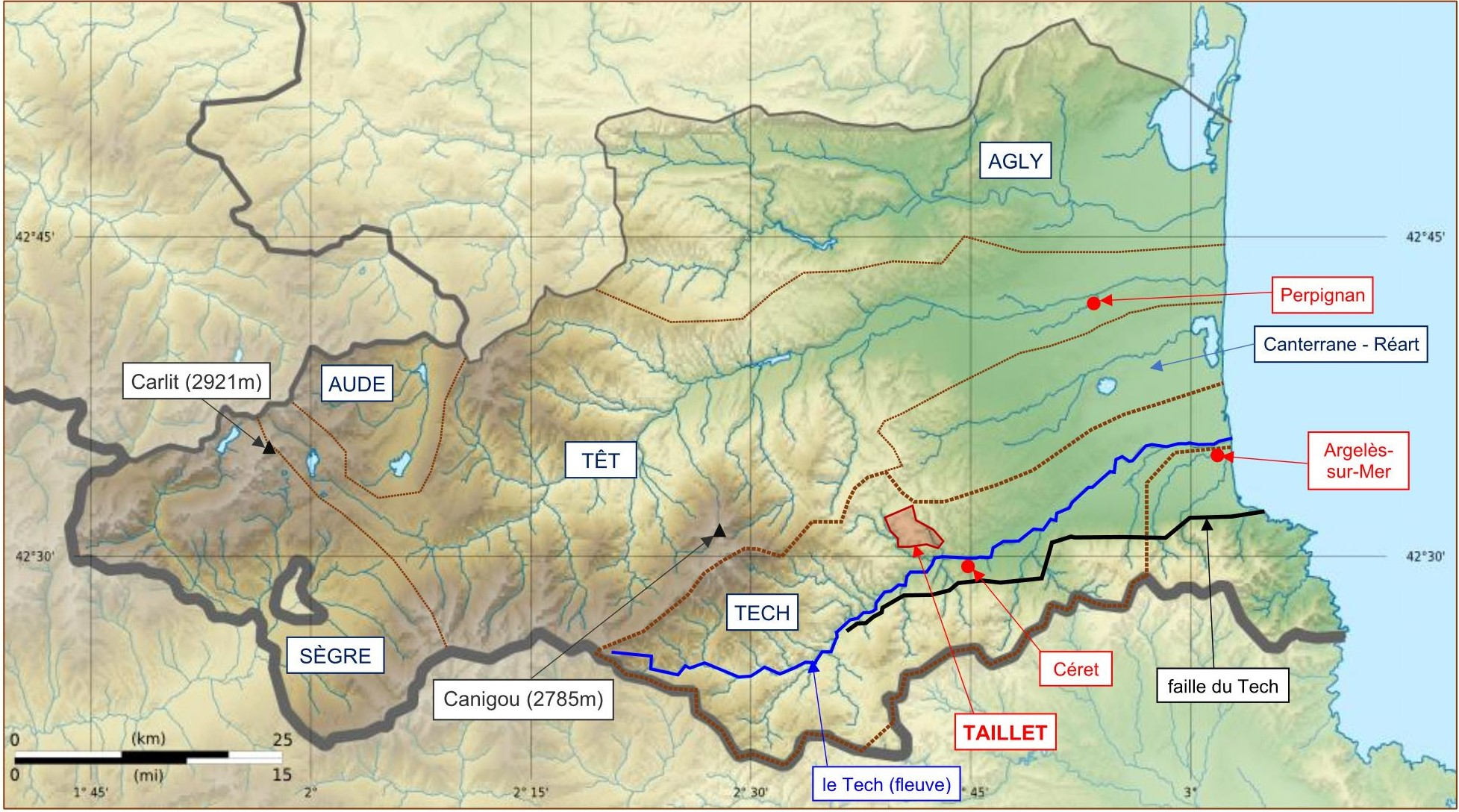
Taillet sur une carte topographiqe des Pyrénées-Orientales.

La superficie de la commune est de 1 002 hectares. L'altitude varie entre 198 mètres (dans la vallée de la Palmera, au coin sud-est de la commune) et 681 mètres (à la limite nord de la commune, à une courte distance au nord-ouest du village).
Le relief est partout vallonné. Il est orienté vers la vallée du Tech. Les deux vallées principales qui traversent la commune de Taillet - celles de l'Ample et du Teixó/Palmera - et leur interfluve s'étendent du nord-nord-ouest au sud-sud-est sur toute la longueur de la commune en direction du Tech. L'extrémité sud de la commune n'est qu'à environ un kilomètre du Tech, et à seulement 50 m d'altitude au-dessus de celui-ci. (La vallée du Tech elle-même est orientée ouest-est, largement dans l'alignement de la faille du Tech. Cette faille a commencé à se développer il y a environ 30 millions d'années et a été une manifestation du processus d'extension et de subsidence tectonique qui a conduit à la formation du bassin du Roussillon et du Golfe du Lion).
Sur la commune, les deux vallées principales et leurs courts affluents sont partout profondément incisés dans le terrain.
Le sommet de la crête que suit l'interfluve principal est un peu émoussé. (Le village de Taillet lui-même se situe sur une pente douce, juste en dessous de la ligne de l'interfluve.) Mais à une courte distance de l'interfluve, le terrain s'abaisse rapidement vers les fonds de vallée.
Dans la vallée de l'Ample et ailleurs, les sections les plus basses des pentes des vallées sont particulièrement abruptes, ce qui témoigne de la force de l'érosion fluviale dans ces vallées au cours du passé géologique récent.

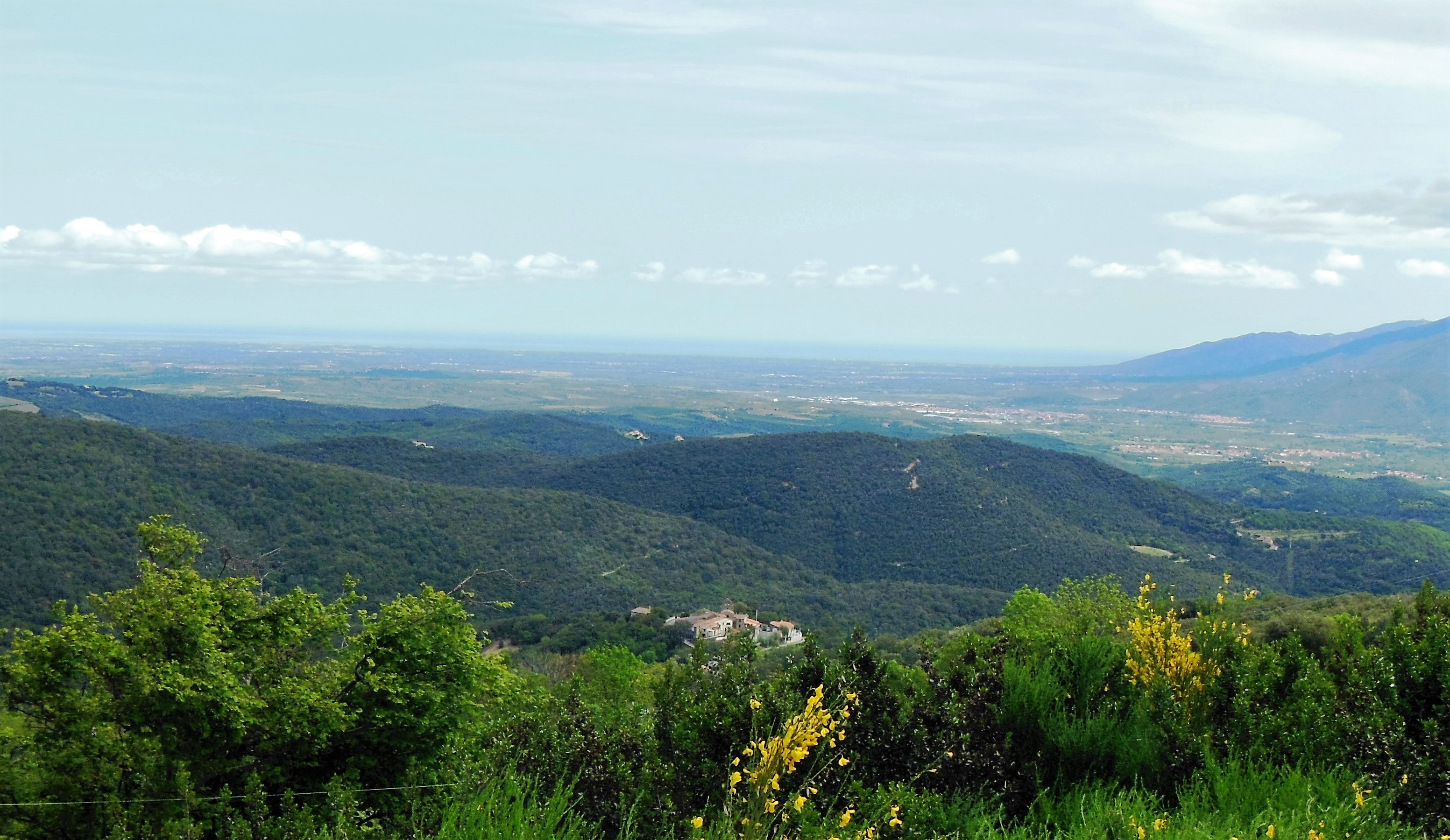
Vue depuis Mas Font vers le hameau de Notre-Dame-de-Roure, la vallée du Tech (à droite) et la plaine du Roussillon. Mas Font et Notre-Dame-de-Roure ("roure", mot catalan, signifie "chêne") se situent dans la commune de Taillet, une commune des Aspres qui est à basse altitude mais où le relief est partout vallonné.

### Climat
Pour des articles plus généraux, voir Climat de l'Occitanie et Climat des Pyrénées-Orientales.
En 2010, le climat de la commune est de type climat méditerranéen altéré, selon une étude du CNRS s'appuyant sur une série de données couvrant la période 1971-2000. En 2020, Météo-France publie une typologie des climats de la France métropolitaine dans laquelle la commune est exposée à un climat méditerranéen et est dans la région climatique Pyrénées orientales, caractérisée par une faible pluviométrie, un très bon ensoleillement (2 600 h/an), un air sec, particulièrement en hiver et peu de brouillards.
Pour la période 1971-2000, la température annuelle moyenne est de 12,2 °C, avec une amplitude thermique annuelle de 14,8 °C. Le cumul annuel moyen de précipitations est de 763 mm, avec 5,8 jours de précipitations en janvier et 4,5 jours en juillet. Pour la période 1991-2020, la température moyenne annuelle observée sur la station météorologique la plus proche, située sur la commune d'Amélie-les-Bains-Palalda à 6 km à vol d'oiseau, est de 16,0 °C et le cumul annuel moyen de précipitations est de 893,8 mm,. Pour l'avenir, les paramètres climatiques de la commune estimés pour 2050 selon différents scénarios d’émission de gaz à effet de serre sont consultables sur un site dédié publié par Météo-France en novembre 2022.

### Milieux naturels et biodiversité

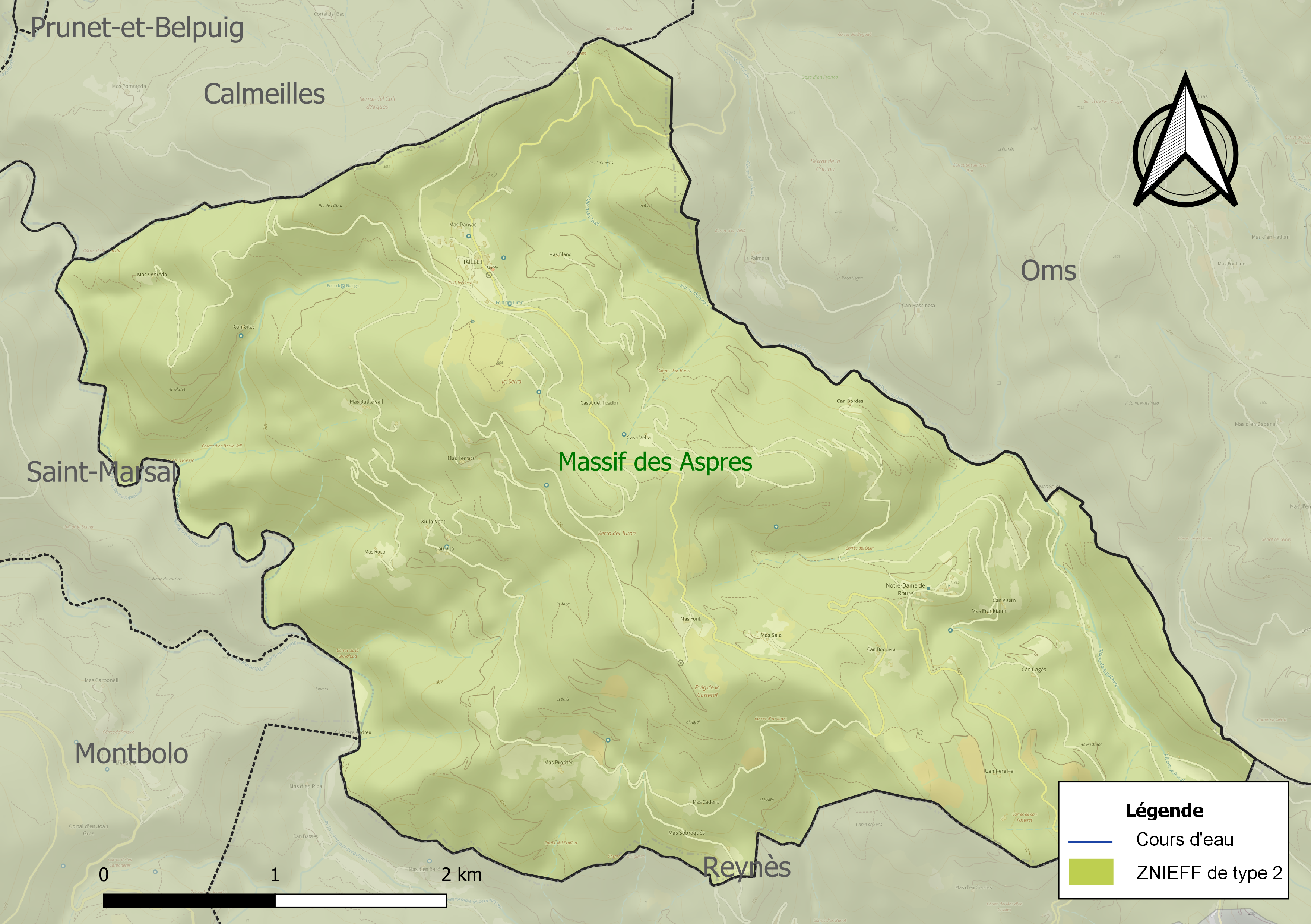
Carte de la ZNIEFF de type 2 localisée sur la commune.

L’inventaire des zones naturelles d'intérêt écologique, faunistique et floristique (ZNIEFF) a pour objectif de réaliser une couverture des zones les plus intéressantes sur le plan écologique, essentiellement dans la perspective d’améliorer la connaissance du patrimoine naturel national et de fournir aux différents décideurs un outil d’aide à la prise en compte de l’environnement dans l’aménagement du territoire.
Une ZNIEFF de type 2 est recensée sur la commune :
le « massif des Aspres » (28 819 ha), couvrant 37 communes du département.

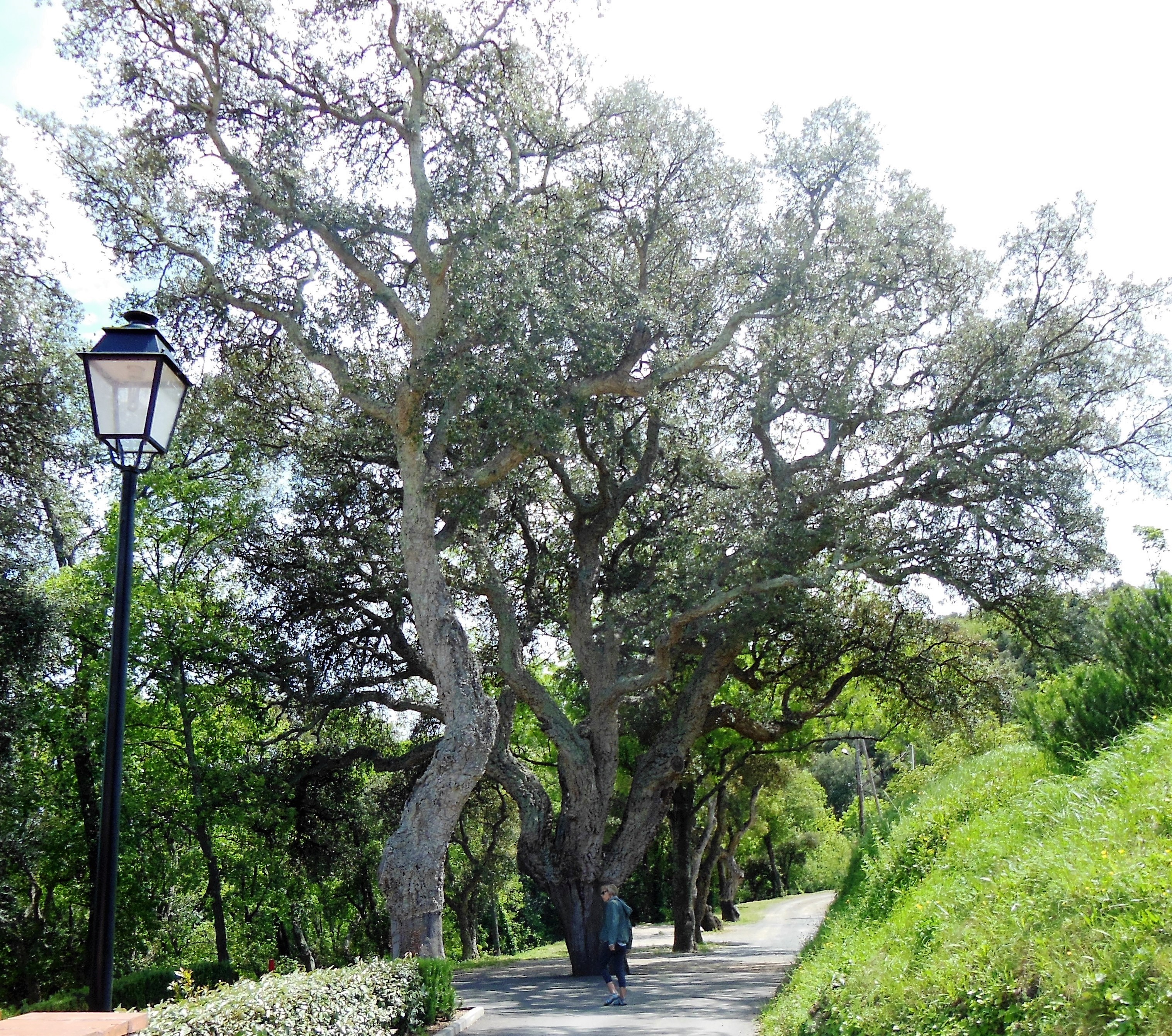
Même si l'origine du nom "Taillet" se rapporte aux tilleuls, ce sont aujourd'hui les chênes-lièges, comme ceux qui se trouvent à l'extrémité sud du village, qui suscitent le plus d'admiration.

## Urbanisme

### Typologie
Au 1er janvier 2024, Taillet est catégorisée commune rurale à habitat très dispersé, selon la nouvelle grille communale de densité à sept niveaux définie par l'Insee en 2022.
Elle est située hors unité urbaine. Par ailleurs la commune fait partie de l'aire d'attraction de Céret, dont elle est une commune de la couronne,. Cette aire, qui regroupe 3 communes, est catégorisée dans les aires de moins de 50 000 habitants,.

### Occupation des sols
L'occupation des sols de la commune, telle qu'elle ressort de la base de données européenne d’occupation biophysique des sols Corine Land Cover (CLC), est marquée par l'importance des forêts et milieux semi-naturels (88,9 % en 2018), une proportion identique à celle de 1990 (88,9 %). La répartition détaillée en 2018 est la suivante : 
forêts (88,9 %), zones agricoles hétérogènes (11,1 %). L'évolution de l’occupation des sols de la commune et de ses infrastructures peut être observée sur les différentes représentations cartographiques du territoire : la carte de Cassini (XVIIIe siècle), la carte d'état-major (1820-1866) et les cartes ou photos aériennes de l'IGN pour la période actuelle (1950 à aujourd'hui).

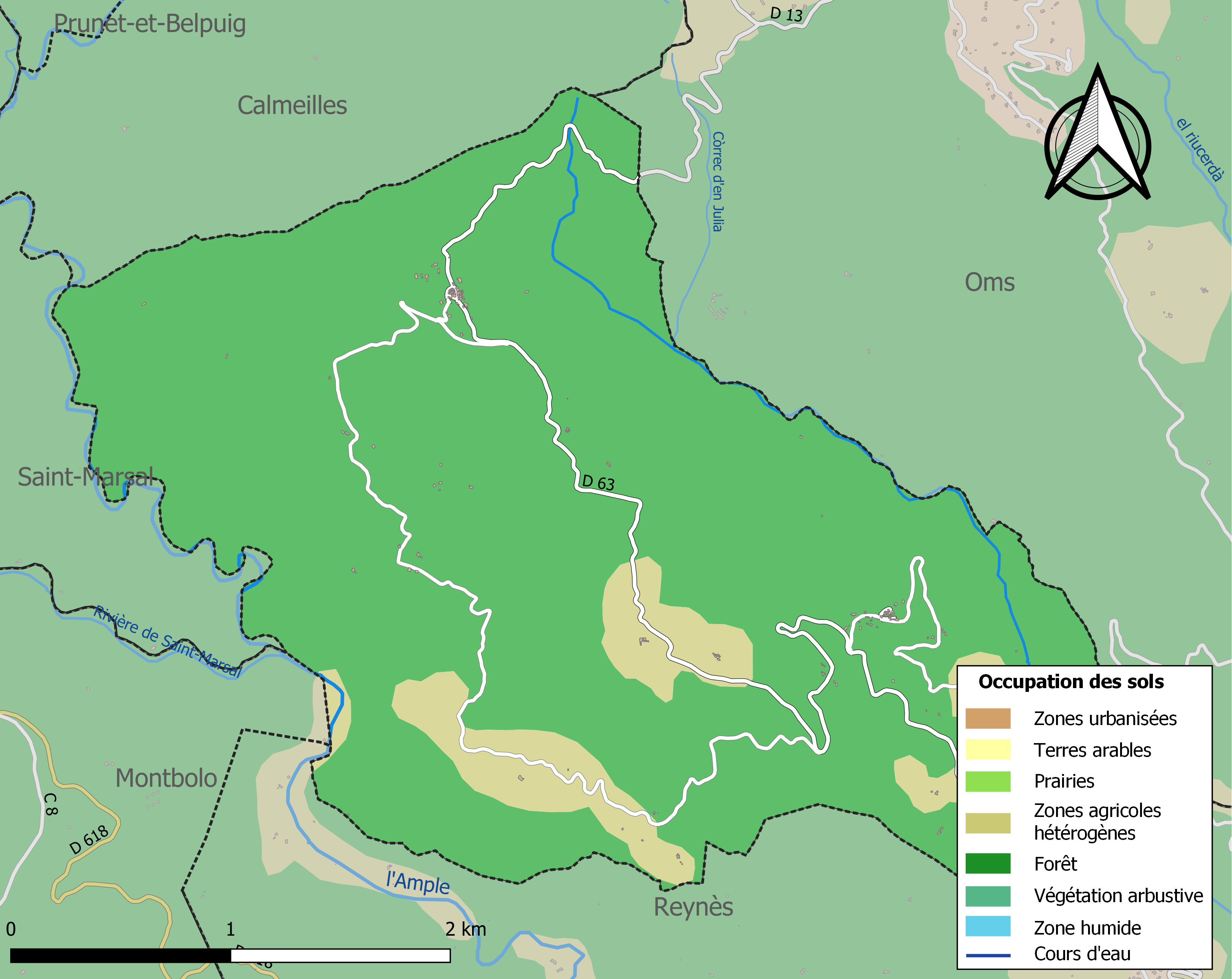
Carte des infrastructures et de l'occupation des sols de la commune en 2018 (CLC).

### Voies de communication et transports
Routes
La route départementale D63 traverse Taillet  du nord vers le sud-est. Elle se dirige au nord vers la commune d'Oms et la route départementale D13. Elle rejoint au sud-est la commune de Reynès et la route départementale D15, reliée elle-même à la D115 qui dessert la vallée du Tech.
Transports
Un bus scolaire assure la navette vers les établissements scolaires de Céret.[réf. nécessaire]

### Risques majeurs
Le territoire de la commune de Taillet est vulnérable à différents aléas naturels : inondations, climatiques (grand froid ou canicule), feux de forêts, mouvements de terrains et séisme (sismicité modérée). Il est également exposé à un risque particulier, le risque radon,.

#### Risques naturels

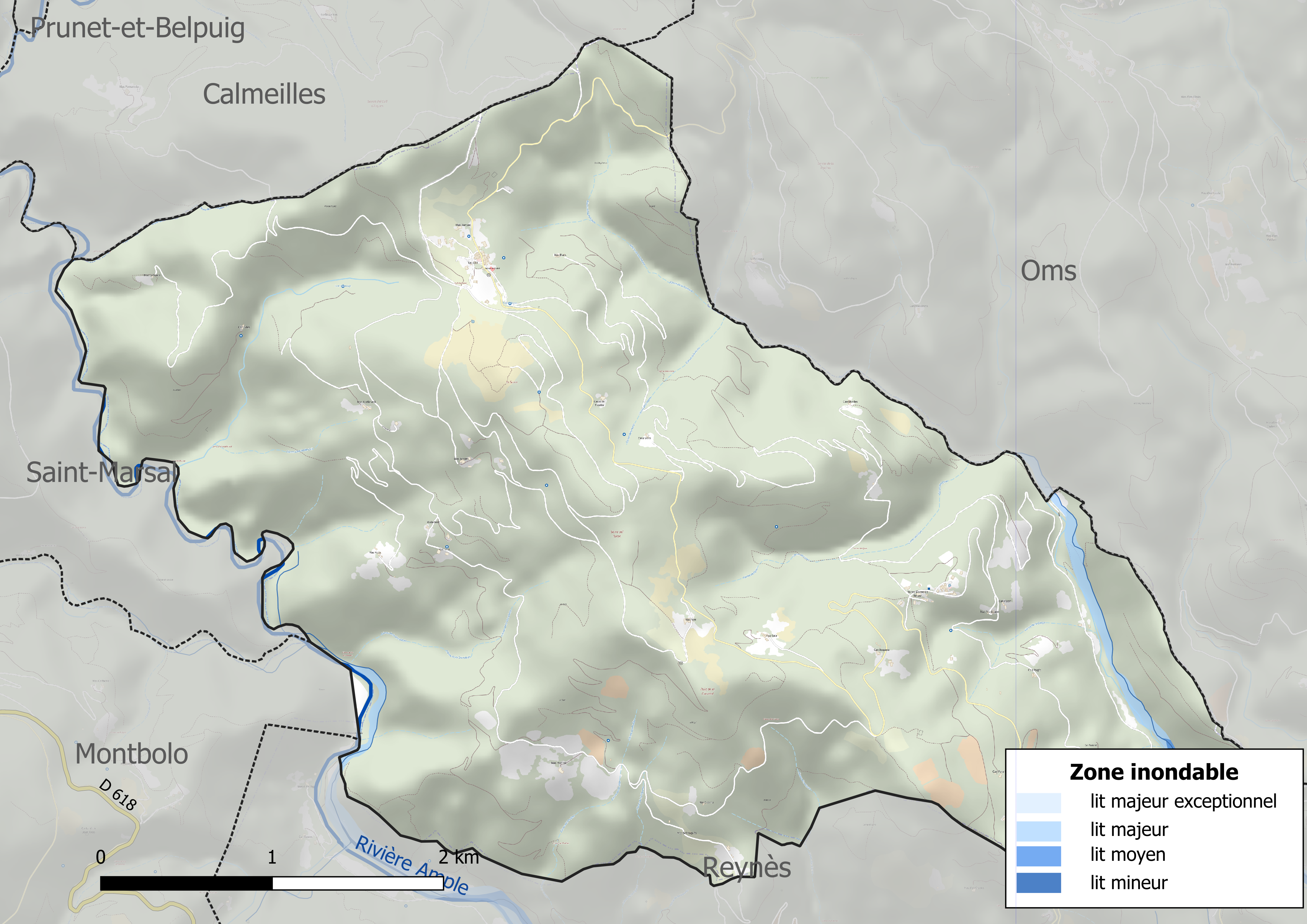
Zones inondables de la commune de Taillet.

Certaines parties du territoire communal sont susceptibles d’être affectées par le risque d’inondation par crue torrentielle de cours d'eau du bassin du Tech.
Les mouvements de terrains susceptibles de se produire sur la commune sont soit des glissements de terrains, soit des chutes de blocs.

#### Risque particulier
Dans plusieurs parties du territoire national, le radon, accumulé dans certains logements ou autres locaux, peut constituer une source significative d’exposition de la population aux rayonnements ionisants. Toutes les communes du département sont concernées par le risque radon à un niveau plus ou moins élevé. Selon la classification de 2018, la commune de Taillet est classée en zone 3, à savoir zone à potentiel radon significatif.

## Toponymie
En catalan, le nom de la commune est Tellet.

## Histoire
La première mention de Taillet concerne le don d'un alleu fait par Anna, petite-fille de Berà I, premier comte de Barcelone, au bénéfice de Radulf de Besalú (frère de Guifred le Velu) et de son épouse Ridlinde. Un siècle plus tard, cet alleu est en possession d'Oliba Cabreta, comte de Cerdagne, de Berga et de Besalú et lui-même petit-neveu de Radulf.

## Politique et administration

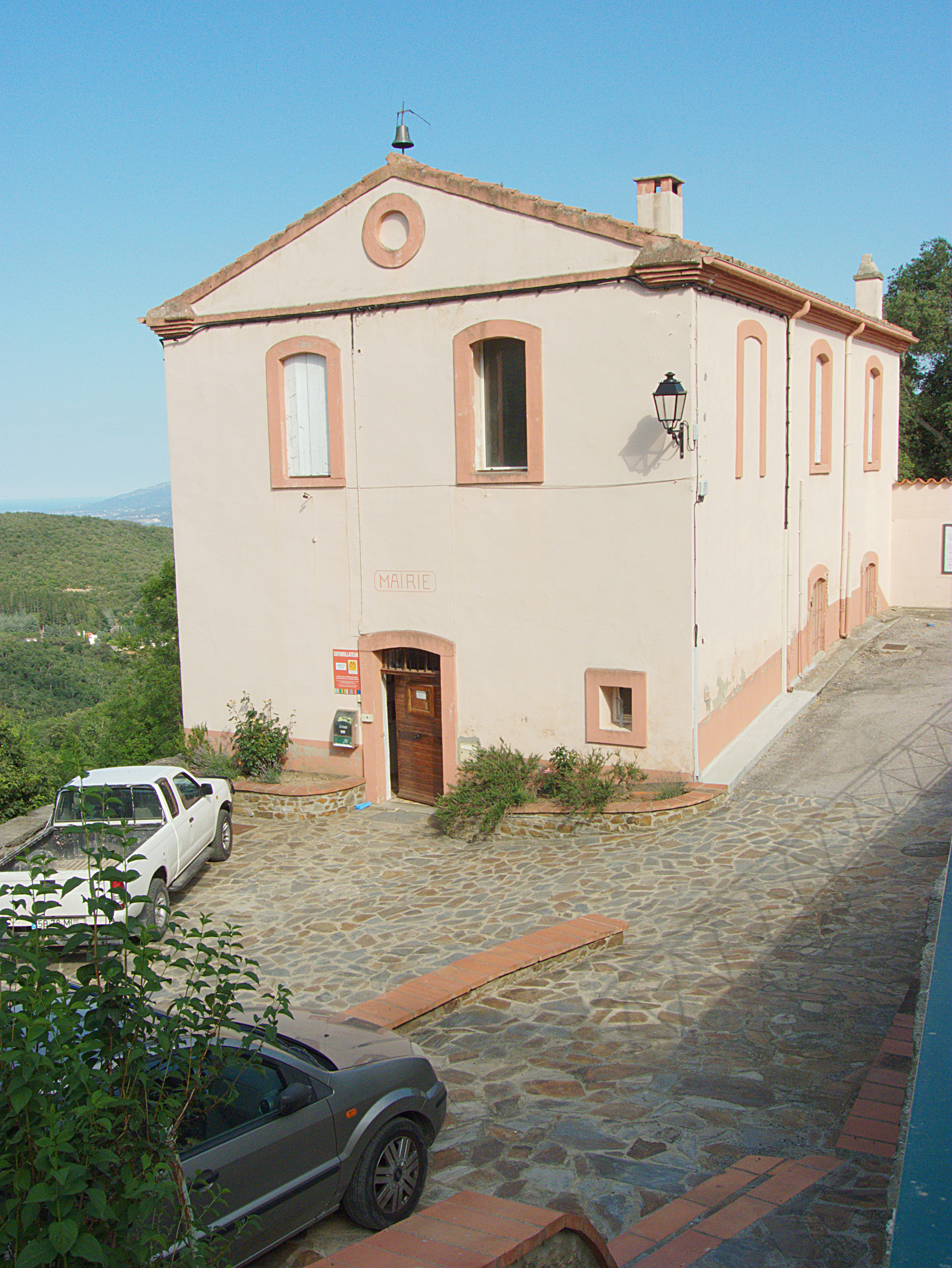
La mairie

### Liste des maires
| Période    | Période   | Identité       | Étiquette | Qualité |
| ---------- | --------- | -------------- | --------- | ------- |
|            |           |                |           |         |
| avant 1988 | mars 2008 | Amédée Raymond | DVD       |         |
| mars 2008  | En cours  | Alain Raymond, | SE        |         |

## Population et société

### Démographie ancienne
La population est exprimée en nombre de feux (f) ou d'habitants (H).
| 1365 | 1378 | 1470 | 1515 | 1553 | 1643 | 1709 | 1720 | 1730 |
| ---- | ---- | ---- | ---- | ---- | ---- | ---- | ---- | ---- |
| 14 f | 10 f | 6 f  | 9 f  | 11 f | 30 f | 31 f | 28 f | 51 f |

| 1767  | 1774 | 1789 | - | - | - | - | - | - |
| ----- | ---- | ---- | - | - | - | - | - | - |
| 231 H | 50 f | 68 f | - | - | - | - | - | - |

### Démographie contemporaine
L'évolution du nombre d'habitants est connue à travers les recensements de la population effectués dans la commune depuis 1793. Pour les communes de moins de 10 000 habitants, une enquête de recensement portant sur toute la population est réalisée tous les cinq ans, les populations de référence des années intermédiaires étant quant à elles estimées par interpolation ou extrapolation. Pour la commune, le premier recensement exhaustif entrant dans le cadre du nouveau dispositif a été réalisé en 2006.

En 2022, la commune comptait 106 habitants, en évolution de −1,85 % par rapport à 2016 (Pyrénées-Orientales : +3,92 %, France hors Mayotte : +2,11 %).
| 1793 | 1800 | 1806 | 1821 | 1831 | 1836 | 1841 | 1846 | 1851 |
| ---- | ---- | ---- | ---- | ---- | ---- | ---- | ---- | ---- |
| 255  | 266  | 280  | 346  | 355  | 316  | 355  | 335  | 314  |

| 1856 | 1861 | 1866 | 1872 | 1876 | 1881 | 1886 | 1891 | 1896 |
| ---- | ---- | ---- | ---- | ---- | ---- | ---- | ---- | ---- |
| 321  | 274  | 303  | 241  | 254  | 249  | 228  | 260  | 272  |

| 1901 | 1906 | 1911 | 1921 | 1926 | 1931 | 1936 | 1946 | 1954 |
| ---- | ---- | ---- | ---- | ---- | ---- | ---- | ---- | ---- |
| 251  | 245  | 219  | 196  | 172  | 164  | 152  | 124  | 87   |

| 1962 | 1968 | 1975 | 1982 | 1990 | 1999 | 2006 | 2011 | 2016 |
| ---- | ---- | ---- | ---- | ---- | ---- | ---- | ---- | ---- |
| 85   | 56   | 47   | 52   | 74   | 83   | 81   | 117  | 108  |

| 2021 | 2022 | - | - | - | - | - | - | - |
| ---- | ---- | - | - | - | - | - | - | - |
| 105  | 106  | - | - | - | - | - | - | - |

| selon la population municipale des années : | 1968 | 1975 | 1982 | 1990 | 1999 | 2006 | 2009 | 2013 |
| Rang de la commune dans le département      | 199  | 185  | 212  | 184  | 182  | 189  | 185  | 170  |
| Nombre de communes du département           | 232  | 217  | 220  | 225  | 226  | 226  | 226  | 226  |

### Manifestations culturelles et festivités
- Fête patronale : 14 février[39] ;
- Fête communale : lundi de Pâques[39].

## Économie

### Emploi
|                | 2008   | 2013   | 2018   |
| -------------- | ------ | ------ | ------ |
| Commune        | 6,8 %  | 4,3 %  | 22,2 % |
| Département    | 10,3 % | 12,9 % | 13,3 % |
| France entière | 8,3 %  | 10 %   | 10 %   |

En 2018, la population âgée de 15 à 64 ans s'élève à 61 personnes, parmi lesquelles on compte 74,6 % d'actifs (52,4 % ayant un emploi et 22,2 % de chômeurs) et 25,4 % d'inactifs,. En  2018, le taux de chômage communal (au sens du recensement) des 15-64 ans est supérieur à celui du département et de la France, alors qu'en 2008 la situation était inverse.
La commune fait partie de la couronne de l'aire d'attraction de Céret, du fait qu'au moins 15 % des actifs travaillent dans le pôle,. Elle compte 8 emplois en 2018, contre 15 en 2013 et 6 en 2008. Le nombre d'actifs ayant un emploi résidant dans la commune est de 33, soit un indicateur de concentration d'emploi de 23,7 % et un taux d'activité parmi les 15 ans ou plus de 52,7 %.
Sur ces 33 actifs de 15 ans ou plus ayant un emploi, 6 travaillent dans la commune, soit 18 % des habitants. Pour se rendre au travail, 91,2 % des habitants utilisent un véhicule personnel ou de fonction à quatre roues, 2,9 % les transports en commun et 5,9 % n'ont pas besoin de transport (travail au domicile).

### Activités hors agriculture
10 établissements sont implantés  à Taillet au 31 décembre 2019.
Le secteur du commerce de gros et de détail, des transports, de l'hébergement et de la restauration est prépondérant sur la commune puisqu'il représente 50 % du nombre total d'établissements de la commune (5 sur les 10 entreprises implantées  à Taillet), contre 30,5 % au niveau départemental.

### Agriculture
|               | 1988 | 2000 | 2010 | 2020 |
| ------------- | ---- | ---- | ---- | ---- |
| Exploitations | 7    | 3    | 3    | 3    |
| SAU (ha)      | 31   | 21   | 48   | 32   |

La commune est dans les « Vallespir et Albères », une petite région agricole située dans le sud du département des Pyrénées-Orientales. En 2020, l'orientation technico-économique de l'agriculture  sur la commune est la culture de fruits ou d'autres cultures permanentes. Trois exploitations agricoles ayant leur siège dans la commune sont dénombrées lors du recensement agricole de 2020 (sept en 1988). La superficie agricole utilisée est de 32 ha,,.

## Culture locale et patrimoine

### Monuments et lieux touristiques
- L'église Saint-Pierre (ou Saint-Valentin), du XIIe siècle, est l'église paroissiale.
- L'église Notre-Dame-del-Roure, également du XIIe siècle, domine un hameau situé sur le territoire de la commune de Taillet. L'édifice a été inscrit au titre des monuments historiques en 2006[43].
- Le Caixa del Camp de l'Obra est un dolmen.

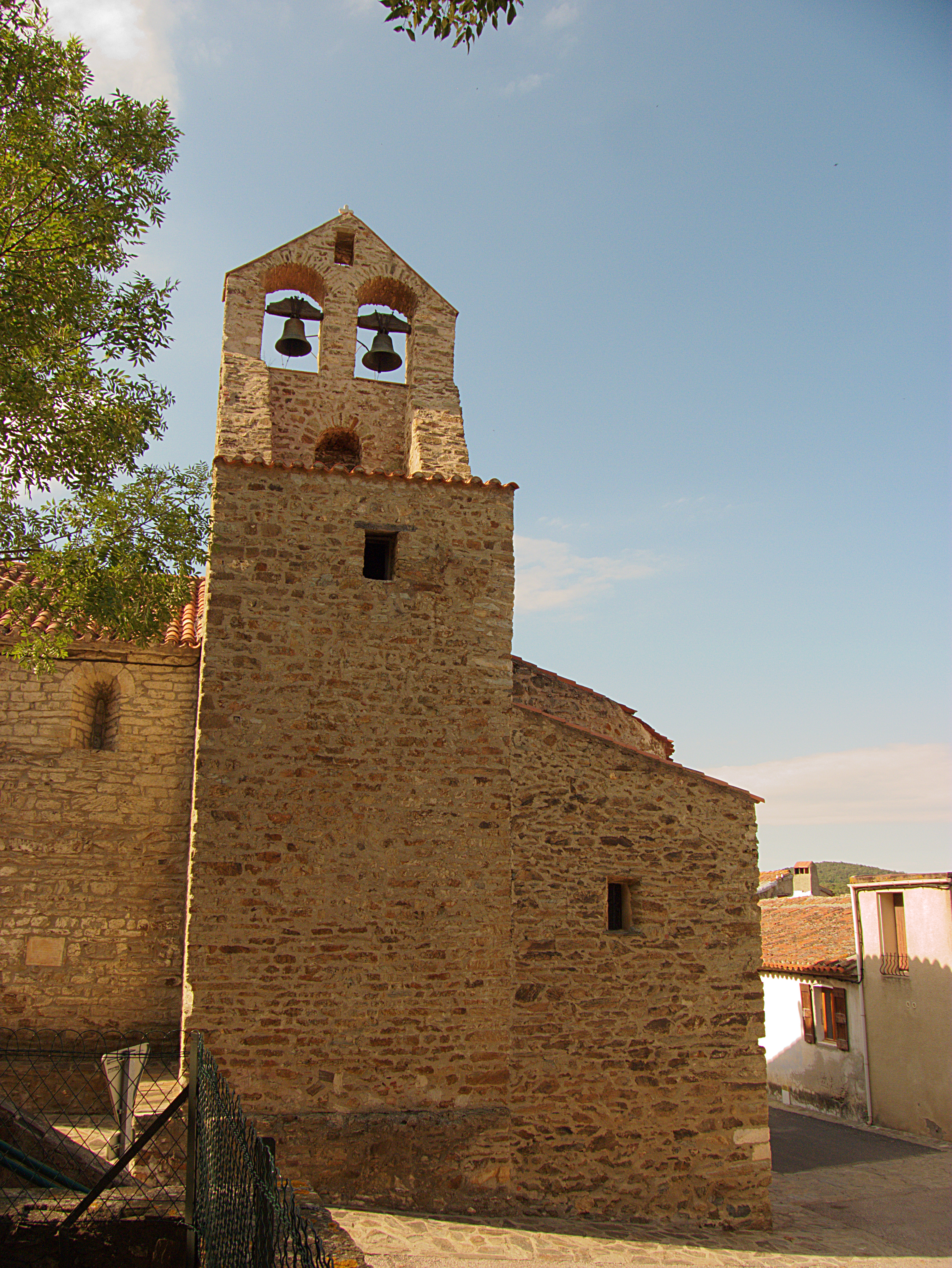
L'église Saint-Pierre
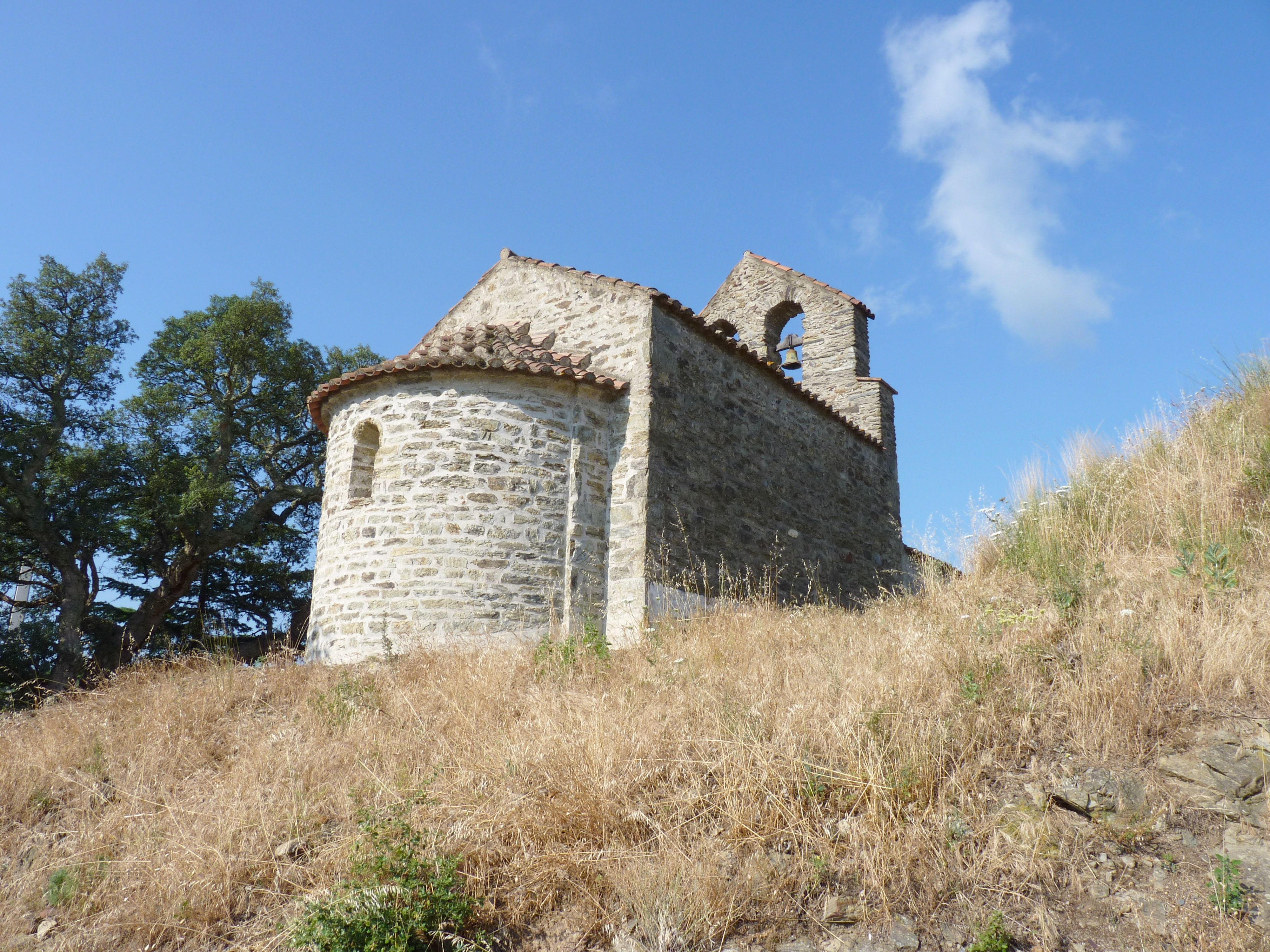
L'église de Notre-Dame de la Roure

### Personnalités liées à la commune
- Joanna Bruzdowicz (1943-2021), compositrice d'origine polonaise, décédée dans la commune.

## Héraldique
| Blason de Taillet | Blason  | Parti: au 1er d'azur à la palme d'or posée en bande, au 2e d'argent au tilleul au naturel; au chef d'or à quatre pals de gueules et à trois grappes de raisin de pourpre tigées et feuillées au naturel brochant. |
| Blason de Taillet | Détails | Le statut officiel du blason reste à déterminer. |